# Leptothorax buschingeri
Leptothorax buschingeri là một loài kiến thuộc họ Formicidae. Đây là loài đặc hữu của Thụy Sĩ.